# Estat de Gedarif
Gedarif, Al-Qadarif, al-Gadarif o al-Gedaref —àrab: القضارف, al-Qaḍārif— és una de les quinze wilayes o estats que formen el Sudan. Té una superfície de 75.263 km² i una població d'1.348.378 habitants (2008). La capital de l'estat és al-Qadarif o al-Gedarif. Altres ciutats són Doka i Gallabat.
L'estat es va crear el 14 de febrer de 1994, segregat de l'estat de Kassala.

## Governadors
- 1994 - 1997 al-Sharif Badr
- 1997 - 2000 Ibrahim Ubaydullah
- 2000 - 2002 al-Amin Dafa'allah
- 2002 - 2008 Abdel Rahman Ahmed Al Khadr
- 2008 - 2010 Al-Daw Osman Hassan Al-Faki
- Juliol i agost del 2009 Idris Nur Mohamed Ali (actuant per l'anterior)
- 2010 Moubarak Munir Hajjo (interí)
- 2010 - Karam Allah Abbas